# Лічман Ганна Василівна
Ганна Василівна Лічман (нар. 31 січня 1978, Одеса) — українська громадська діячка і політик. Народний депутат України IX скликання.
Членкиня Комітету Верховної Ради з питань економічного розвитку, голова підкомітету з питань регуляторної політики.

## Життєпис
Ганна Лічман народилася 31 січня 1978 року в місті Одеса.
Лічман закінчила Дніпровський національний університет імені Олеся Гончара за спеціальністю «Журналістика».
Станом на 2019 рік Лічман — директор Благодійної організації "Всеукраїнський благодійний фонд «АТБ», начальник управління з корпоративних комунікацій у торговельній корпорації «АТБ».
У 2019 році Лічман була обрана Народним депутатом України на одномандатному виборчому окрузі № 30 з центром в Кам'янському (Дніпровський, Південний райони, частина Заводського району міста Кам'янське) від партії «Слуга народу». На час виборів: директор Благодійної організації "Всеукраїнський благодійний фонд «АТБ», безпартійна. Проживає в селі Новоолександрівка Дніпровського району Дніпропетровської області.